# Grow
Grow é uma empresa brasileira que produz e comercializa brinquedos e jogos de tabuleiro. É bastante reconhecida no país tanto pela diversidade de produtos quanto por trazer ao Brasil alguns dos maiores clássicos do gênero.

## História
Quatro estudantes de engenharia da Escola Politécnica de São Paulo, Gerald Reiss, Roberto Schussel, Oded Grajew e Valdir Rovai, se conheceram na década de 1960, e após a formatura decidiram se juntar em um negócio próprio. Após cogitarem várias opções, como uma confecção e uma corretora, Reiss voltou da Europa fascinado com o jogo de estratégia de guerra Risco. Vendo que quase nenhum jogo de tabuleiro disponível no Brasil era nacional, praticamente todos eram importados, surgia uma oportunidade. Em agosto de 1972, em uma garagem na Mooca, em São Paulo, fundavam a Grow Jogos e Brinquedos, batizada pela junção das iniciais dos quatro fundadores - Gerald, Roberto, Oded e Valdir, que por uma questão de "sonoridade" teve sua letra substituída por W. Após elaborarem sua versão do jogo de guerra, batizado War, construíram manualmente os tabuleiros e o ofereceram a lojas de brinquedos. Após seu lançamento em outubro, as primeiras cinco mil unidades do War se esgotaram. O sucesso de War levou a um segundo jogo em janeiro de 1973, Diplomacia. Ao longo da década de 1970, a Grow decidiu também investir em jogos para crianças, com o Super Trunfo e quebra-cabeças.
Na década de 80, a Grow passa a investir em produtos licenciados, a começar pelos personagens da Disney em 1982. Até os apresentadores brasileiros Gugu e Eliana inspiram brinquedos bem vendidos. A Grow também foi responsável publicar no Brasil a primeira edição do RPG Dungeons & Dragons em 1994. Atualmente, a empresa produz mais de 300 produtos na sua fábrica em São Bernardo do Campo, com 85% da produção sendo "cartonados" (baralho, quebra-cabeças, e jogos de tabuleiro) e os outros 15% de bonecos. Desde 2013, também atua no ramo de jogos eletrônicos, com versões online de jogos de tabuleiro como War e Imagem e Ação.

## Produtos
A variedade de produtos é muito grande, pois existem tanto brinquedos para bebês (mordedores e bebê a bordo), como para adultos (Master e puzzles). A Grow possui brinquedos que abrangem diversos níveis de complexidade.
1. Can-Can
2. Clube Grow
3. Colonizadores de Catan
4. Coloretto
5. Imagem e Ação
6. Jogos de memória
7. Mordedores
8. Perfil
9. Puzzle Adão (com 5000 peças)
10. Rummikub
11. Scotland Yard
12. Super Trunfo
13. War
14. War II